# مأكولات بحرية مستدامة

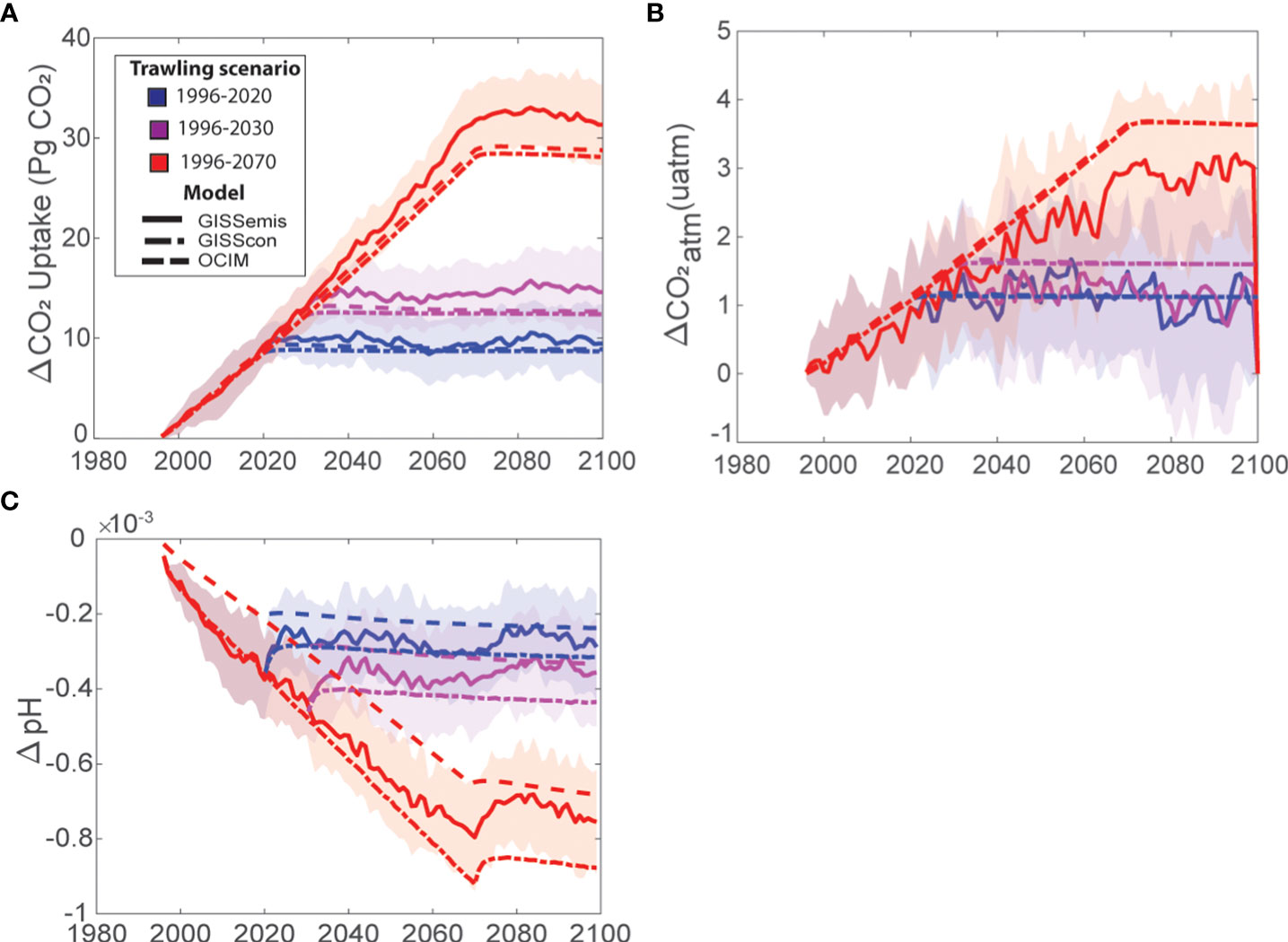
تأثيرات الصيد بالجر القاعي على انبعاثات ثاني أكسيد الكربون ودرجة حموضة المياه القاعية.

المأكولات البحرية المستدامة هي المأكولات البحرية التي تُصاد أو تُربّى، بطرق تراعي الحيوية طويلة الأجل للأنواع التي صيدت، ورفاه المحيطات، وأيضًا سبل عيش المجتمعات التي تعتمد على مصائد الأسماك. روّج لها لأول مرة من خلال حركة المأكولات البحرية المستدامة، التي بدأت في تسعينيات القرن العشرين. تسلط هذه العملية الضوء على صيد السمك المفرط، وطرق الصيد المدمرة للبيئة. زادت الحركة من الوعي، وأثارت المخاوف بشأن طريقة الحصول على المأكولات البحرية، من خلال عدد من المبادرات.

## الأهمية
تعتبر البيئات البحرية تحت ضغط هائل حاليًا، وتنشأ مشاكلها في المقام الأول لأسباب بشرية، مثل صيد الأسماك المفرط، وتدمير البيئة. تشير البحوث مع ذلك، إلى أن مصائد الأسماك قادرة على استعادة محتوياتها أو تثبيتها، عندما توجد إدارة وقوانين مسؤولة. يُحصل على معظم المأكولات البحرية لسوء الحظ، من خلال «ممارسات الصيد غير المسؤولة، والمستمرة في تغيير بعض النظم البيئية البحرية»، وقد أدى ذلك إلى استنفاد الأرصدة السمكية. إذ «يكون الصيد في 85% من مصائد الأسماك في العالم، عند الحد المستدام الأقصى لها أو يتجاوزه».
من الضروري اتباع طريقة أكثر استدامة لصيد الأسماك، إذا رغب البشر في الاستفادة من وفرة الطبيعة، مع الأخذ بعين الاعتبار تزايد عدد سكان العالم، والضغط الذي يمارسونه والمستمر على موارد الأرض.

## حركة المأكولات البحرية المستدامة
تعتبر حركة المأكولات البحرية المستدامة مبادرة نشأت من خلال إدراك الاستغلال المفرط للنظم البيئية البحرية في العالم وتدميرها. بدأت في تسعينيات القرن العشرين، وحُرّكت بالتسويق الاجتماعي من خلال حملات العلامات البيئية وحملات التوعية. سمح التعاون بين المنظمات البيئية غير الحكومية والصناعة، من خلال التسويق الاجتماعي، للمستهلك باتخاذ خيارات مستنيرة، مما قد يساهم في حفظ التنوع الحيوي البحري.

### حملات التوعية
تركز حملات التوعية على تثقيف الجمهور، وتشجيعه على شراء المنتجات التي تراعي حيوية الأنواع البحرية. يقومون بذلك من خلال مقاطعة بعض الأنواع والمنتجات، وكذلك من خلال دليل المأكولات البحرية. تسلّط مثل هذه الأدلّة للمأكولات البحرية، الضوء على الأنواع المقبولة للاستهلاك، والتي لا تستند إلى تأثيرها البيئي. عادة ما تُنشأ هذه الأدلة في ثلاث فئات، ويستخدم بعضها ما يشبه ألوان إشارة المرور: الأحمر والأصفر والأخضر. تعتمد هذه التصنيفات على كيفية استجابة الأسماك لضغط الصيد، والوفرة، وتأثير المعدات، والصيد العرضي، والإدارة. يمثل اللون الأحمر العناصر التي يجب تجنبها، ويمثل الأصفر البديل الجيد، والأخضر هو الخيار الأفضل. طورت العديد من المنظمات، بما فيها متحف خليج مونتيري المائي، أدلة خاصة بها، أو بطاقات تُحمل في المحافظ، لتوزيعها على الجمهور.
قُدّم موقع غلوبال فيشينغ ووتش، في سبتمبر عام 2016، بشراكة بين غوغل وأوشيانا وسكاي تروث، وهو موقع إلكتروني مصمم لمساعدة مواطني العالم في مراقبة أنشطة الصيد.